# La parole est au témoin
Pour plus de détails, voir Fiche technique et Distribution.
La parole est au témoin est un film français réalisé par Jean Faurez, sorti en 1963.

## Fiche technique
- Titre : La parole est au témoin
- Autre titre : Mustapha
- Réalisation : Jean Faurez
- Scénario : Jacques Celhay
- Photographie : Jacques Klein
- Musique : Camille Sauvage
- Son : André Louis
- Sociétés de production : Armor Films - Castella Films
- Pays d'origine :  France
- Durée : 94 minutes
- Date de sortie : 1963

## Distribution
- Safiri
- Pierre Collet : un chauffeur de taxi
- Leïla Sohl
- Florence Blot
- Nicole Desailly
- Charles Moulin : le gangster
- Robert Rollis  : le photographe
- Claude Joseph
- Jacques Dhery
- Évelyne Séléna
- Hadji Omar
- Mahieddine Bachtarzi (commissaire)